# Museo Hirshhorn y Jardín de Esculturas

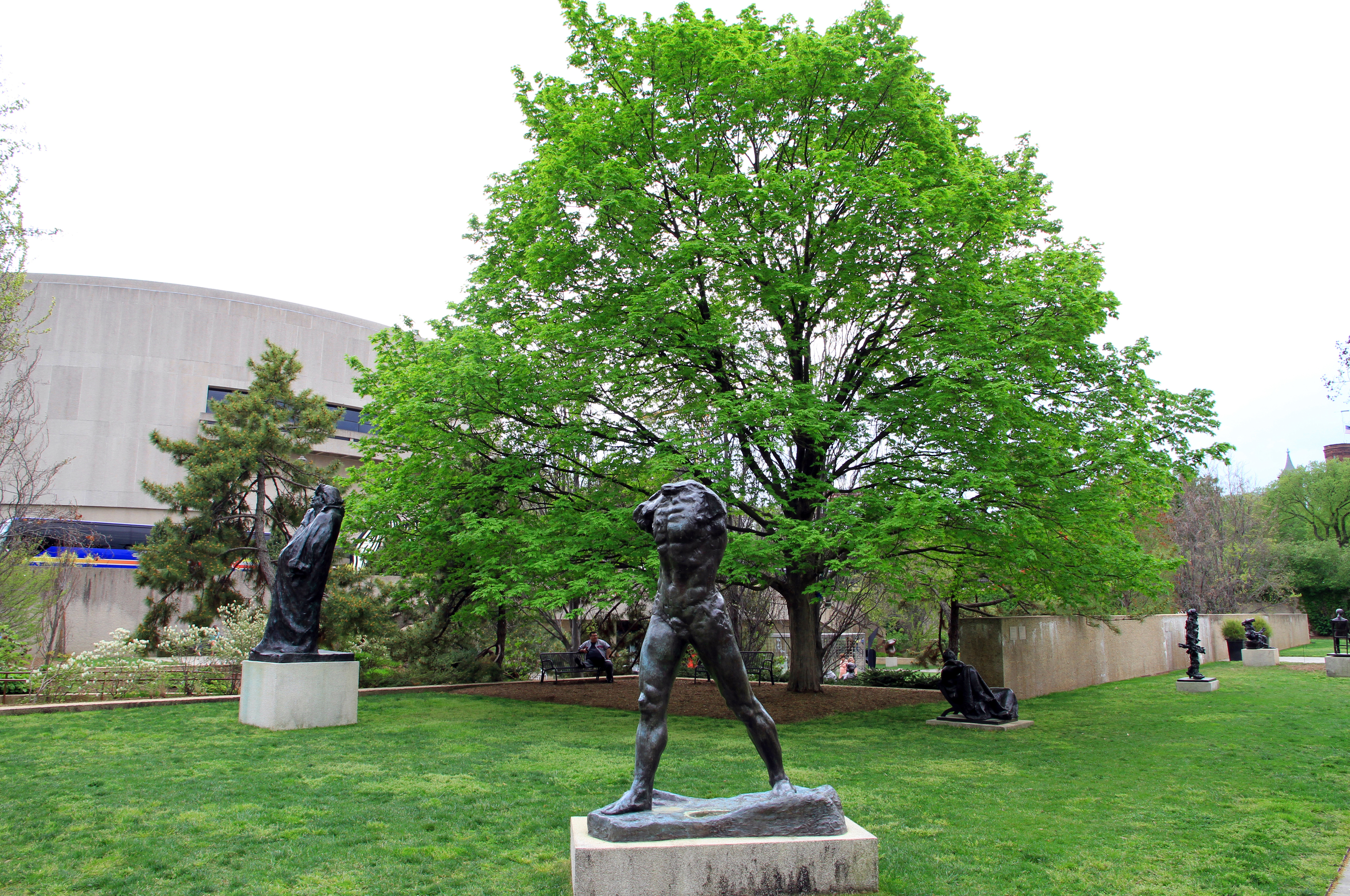
The Walking Man, de Auguste Rodin (1878).

El Museo Hirshhorm y Jardín de Esculturas es un museo de arte de Washington D. C., Estados Unidos, en el National Mall y fue diseñado por el arquitecto Gordon Bunshaft. Forma parte de la Institución Smithsonian. La colección se centra en arte contemporáneo y moderno. Fuera del museo, al aire libre, hay un jardín de esculturas, que incluye obras de artistas tales como Auguste Rodin, Joan Miró, Pablo Serrano y Alexander Calder.

El edificio tiene tanto atractivo como la colección que hay dentro, y parece una gran nave espacial aparcada en el National Mall. Se trata de un cilindro abierto y elevado por cuatro gigantescas “piernas”, con una gran fuente en el centro del patio interior. La gerencia de la Smithsonian le comunicó a Bunshaft antes del diseño del edificio que el edificio debía provocar un contraste con el resto de la ciudad para ser capaz de albergar una colección de arte moderno.

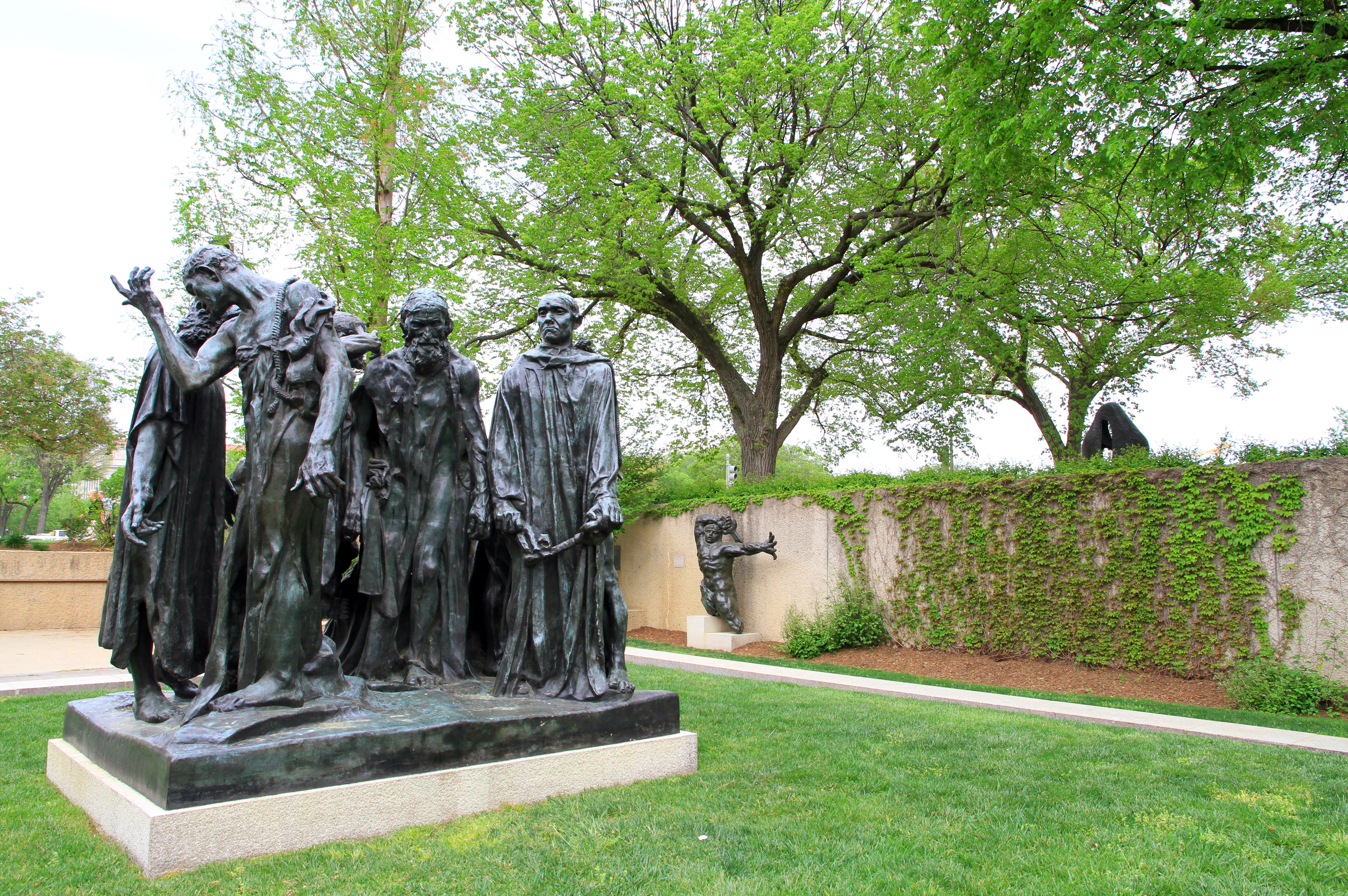
Les Bourgeois de Calais, de Auguste Rodin (1889).